# Marc Alexandre
Marc Alexandre (París, 30 de octubre de 1959) es un deportista francés que compitió en judo.
Participó en dos Juegos Olímpicos de Verano en los años 1984 y 1988, obteniendo dos medallas, bronce en Los Ángeles 1984 y oro en Seúl 1988. Ganó una medalla en el Campeonato Mundial de Judo de 1987, y cuatro medallas en el Campeonato Europeo de Judo  entre los años 1984 y 1989.

## Palmarés internacional
| Juegos Olímpicos   | Juegos Olímpicos             | Juegos Olímpicos  | Juegos Olímpicos |
| Año                | Lugar                        | Medalla           | Categoría        |
| ------------------ | ---------------------------- | ----------------- | ---------------- |
| 1984               | Los Ángeles (Estados Unidos) | Medalla de bronce | –65 kg           |
| 1988               | Seúl (Corea del Sur)         | Medalla de oro    | –71 kg           |
| Campeonato Mundial |                              |                   |                  |
| Año                | Lugar                        | Medalla           | Categoría        |
| 1987               | Essen (RFA)                  | Medalla de plata  | –71 kg           |
| Campeonato Europeo |                              |                   |                  |
| Año                | Lugar                        | Medalla           | Categoría        |
| 1984               | Lieja (Bélgica)              | Medalla de oro    | –65 kg           |
| 1985               | Hamar (Noruega)              | Medalla de plata  | –65 kg           |
| 1986               | Belgrado (Yugoslavia)        | Medalla de bronce | –65 kg           |
| 1989               | Helsinki (Finlandia)         | Medalla de bronce | –71 kg           |